# Guillaume Delisle
Pour les articles homonymes, voir Delisle.

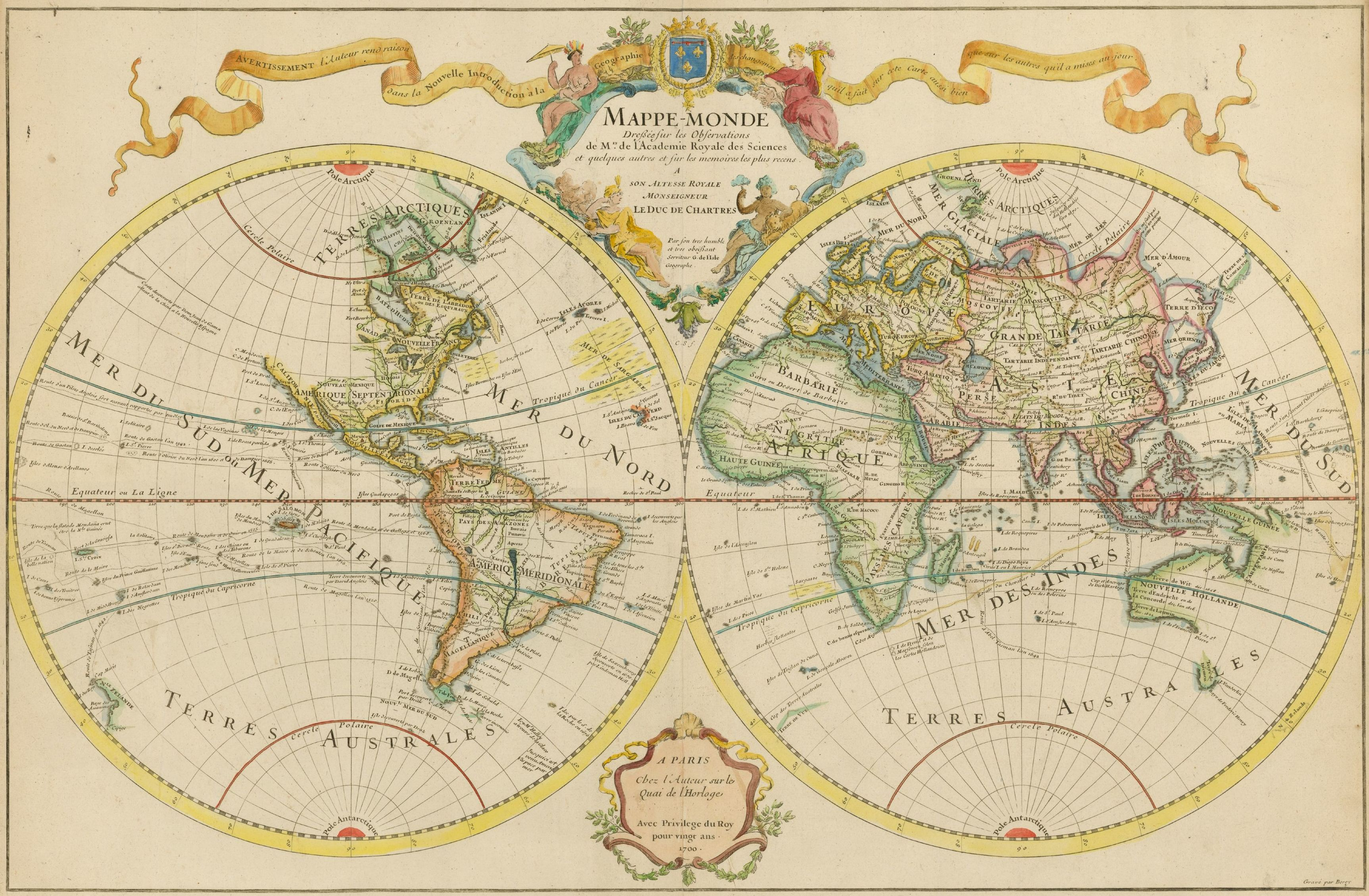
Mappe-Monde, 1700, par Guillaume Delisle.

Guillaume Delisle ou Guillaume de L'Isle, dit « Delisle l'Ainé », né à Paris le 28 février 1675 et mort dans la même ville le 25 janvier 1726, est un géographe et cartographe français, élève de Cassini.

## Biographie
Delisle publie en 1700 ses premières cartes, la Carte du monde et la Carte des continents, qui contribuent à établir sa renommée. Il est Premier géographe du Roy, et membre de l'Académie royale des sciences.
Il introduit en cartographie le recours aux données astronomiques. Quand l'astronomie reste muette, il compulse toutes les cartes et tous les livres de voyage qu'il peut trouver. Sur les points disputés, il cite sa source sur la carte ou rédige des notes additionnelles pour l'Académie des sciences.
Il traite méthodiquement tous les continents, un par un, et la France en particulier. L'une de ses règles consiste à utiliser une échelle fixe de mesure pour des régions proches les unes des autres. Il devient le 15 mars 1702 élève de l'astronome Jean-Dominique Cassini à l'Académie royale des sciences, puis adjoint astronome surnuméraire en 1716 et associé astronome le 1er juin 1718.
Il enseigne la géographie au jeune Louis XV et reçoit en 1718 le titre de géographe royal, créé à cette occasion. Il exécute, sur une commande de Pierre le Grand, une carte de la Mer Caspienne, région alors à peine connue. De nombreux noms de lieu qu'il a donnés sont encore en usage. Il est l'auteur entre autres d'une carte de la mer de l'Ouest, où apparaît pour la première fois le toponyme Baie d'Hudson. Sa Carte de la Louisiane et du cours du Mississippi (1718) est la première carte détaillée de cette région.
Un procès pour plagiat long de six ans oppose Delisle à Jean-Baptiste Nolin, cartographe. C'est Nolin, le plagiaire véritable, qui perd ; on peut y voir la preuve que la cartographie était devenue une science nettement plus rigoureuse.
Delisle est resté célèbre pour ses rectifications basées sur l'astronomie, l'exhaustivité de sa topographie et le soin qu'il a accordé à l'orthographe.

## Famille
Il est le fils de Claude Delisle, entre autres lui-même cartographe, historien et éditeur, et le demi-frère des astronomes Joseph-Nicolas Delisle (1688−1768) et Louis de l'Isle de la Croyère dont les noms sont liés à la Deuxième expédition du Kamtchatka.

## Œuvres

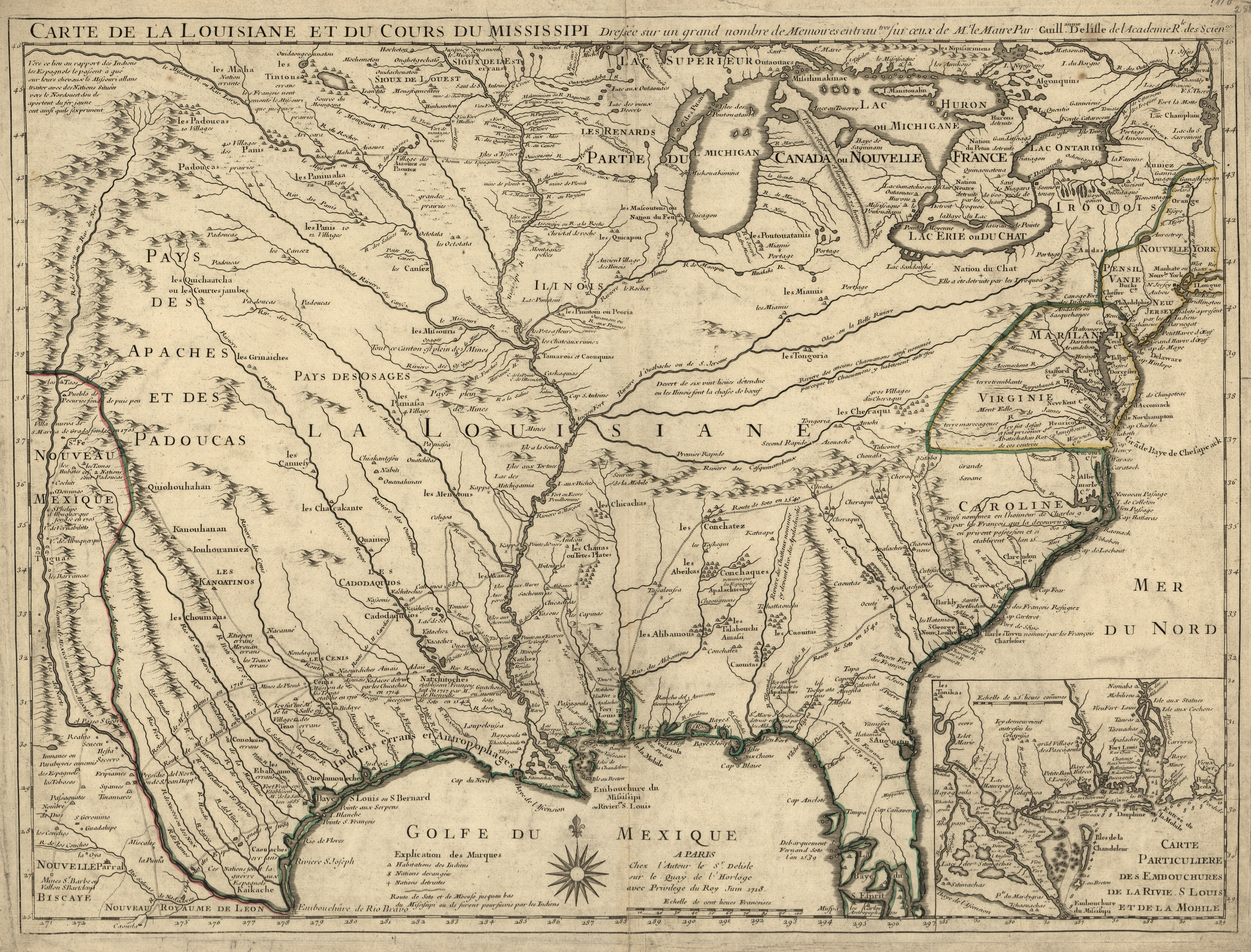
Carte de la Louisiane et du cours du Mississippi (1718)

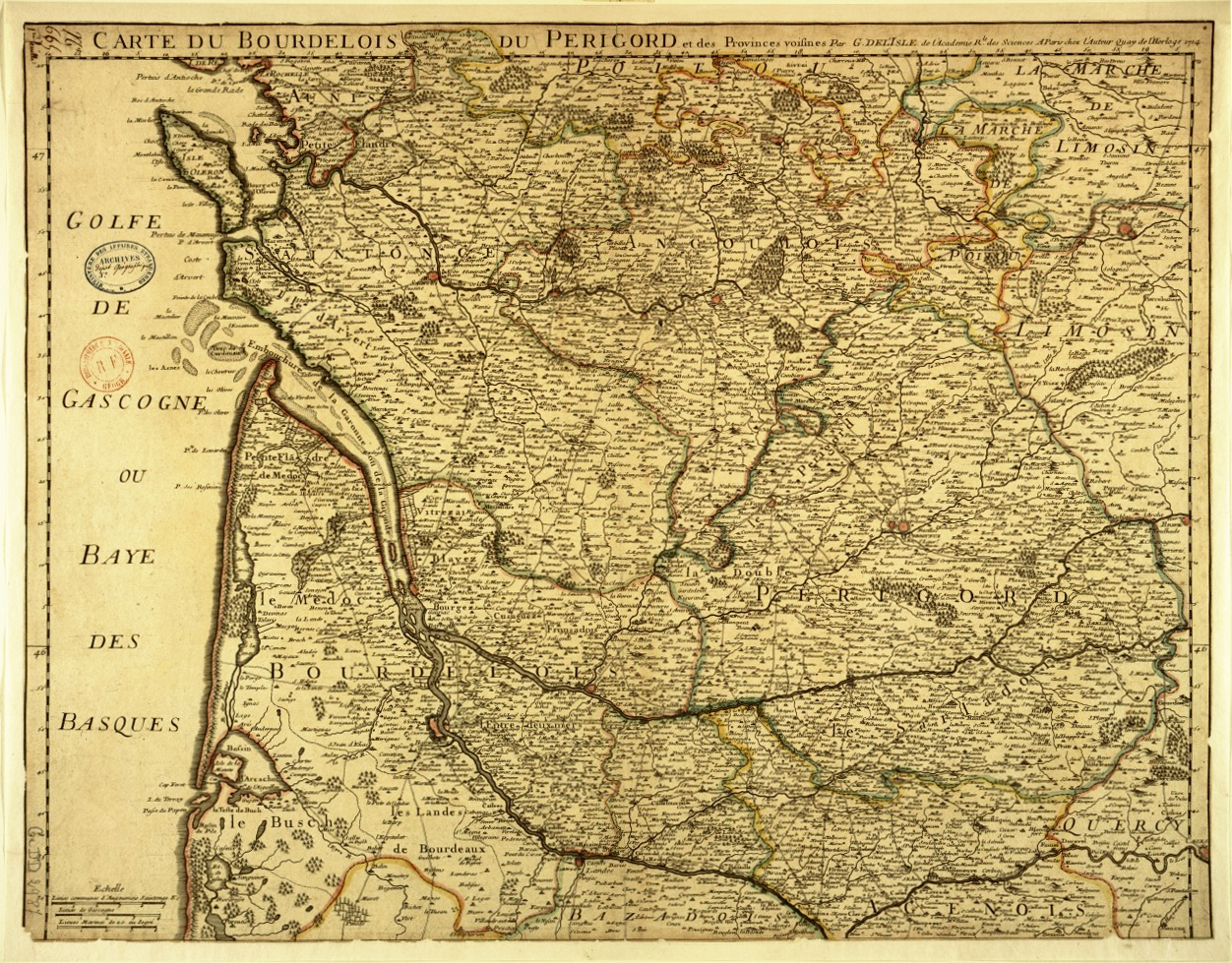
Carte du Bourdelois du Périgord et des provinces voisines, 1714.

### Cartes
- Gallica présente[9] pas moins de 275 cartes de Delisle.
- Numérisations de l'Universitäts- und Landesbibliothek Düsseldorf
- Carte du Canada ou de la Nouvelle-France et des découvertes qui y ont été faites, 1703[10]
- Carte de la Louisiane et du cours du MississippiNavigable ; résolution variable

### Livre
- Traité du cours des fleuves, Paris, 1720

## Honneurs
Un lac situé au Nunavik dans le nord du Québec a porté le nom de « lac Guillaume-Delisle » de 1962 à 2016. En vue de favoriser la toponymie autochtone dans la région, ce lac a été renommé « lac Tasiujaq ». Toutefois, la bande de terre d'une quarantaine de kilomètres qui sépare ce lac de la baie d'Hudson a été nommée « pointe Guillaume-Delisle » afin de conserver les hommages au cartographe.